# Nidógeno-1

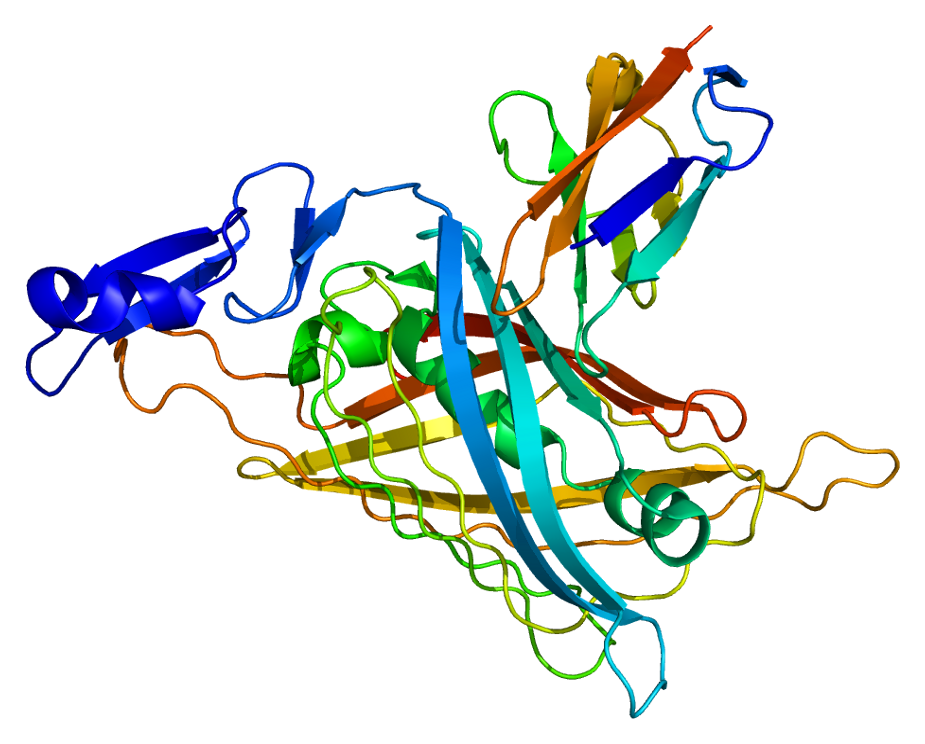
El Nidógeno 1

El nidógeno-1 (NID-1), anteriormente llamado entactina, es una Glucoproteína de 148 KDa codificada en humanos por el gen ND-1.
 Tanto el nidógeno 1 como el Nidógeno dos son componentes esenciales de la lámina basal, junto a otros componentes como el colágeno tipo IV, proteoglucanos como el heparán sulfato y los glucosaminoglucanos; la  laminina y la fibronectina.

## Función
El nidógeno es miembro de la familia de  glucoproteínas de la lámina basal, donde reacciona con otros componentes como el perlecano, conectando las redes de colágeno y laminina entre sí. También puede jugar un papel en las interacciones celulares con la matriz extracelular.

## Interacciones
Se han probado interacciones entre el nidógeno 1 y la FBLN1.